# Коле Неделковський
Коле Неделковський (мак. Коле Неделковски; *16 грудня 1912, Войніца, біля Велеса- †2 вересня 1941, Софія) — македонський революціонер та поет, член Болгарської комуністичної партії.

## Біографія
Народився в селянській родині 16 грудня 1912 року.
Був членом Спілки комуністів Югославії.
Виступав проти сербізації свого народу.
У 1933 hjws емігрував до Греції, потім до Болгарії.
У 1940 році був включений до диверсійної групи. Заарештовувався поліцією.
Організовував доставку зброї, документів та створення нелегальних явок.
Займався підривною діяльністю проти нацистів. 
Партизан загинув у місті Софія, Болгарія 2 вересня 1941 року. 

## Творчість
Є одним із засновників сучасної македонської літератури.
Став активним членом македонського літературного гуртка у Софії, вступив до підпільної македонської молодіжної організації. 
Літературну діяльність розпочав у 1938 році. У віршах (збірки "Блискавки" - "Молскавиці", 1940; "Пішки по світу" - "Піш по світот", 1941) у революційно-романтичному дусі оспівав національно-визвольну боротьбу македонського народу проти турецьких поневолювачів, закликав до опору нацистам. 
Використовував образи та ритми народної поезії.

## Див. ще
При спробі арешту наклав на себе руки, викинувшись з вікна.
1. ↑  CONOR.Sl